# Kōshū
Kōshū (japanisch 甲州市, Kōshū-shi) ist eine Stadt in der mit dem antiken Kōshū deckungsgleichen Präfektur Yamanashi in Japan.

## Geographie
Kōshū liegt östlich von Kōfu und westlich von Tokio.

## Geschichte
Sie entstand erst am 1. November 2005 aus dem Zusammenschluss der Orte Enzan, Katsunuma und Yamato.

## Sehenswürdigkeiten
- Daizen-ji

## Städtepartnerschaften

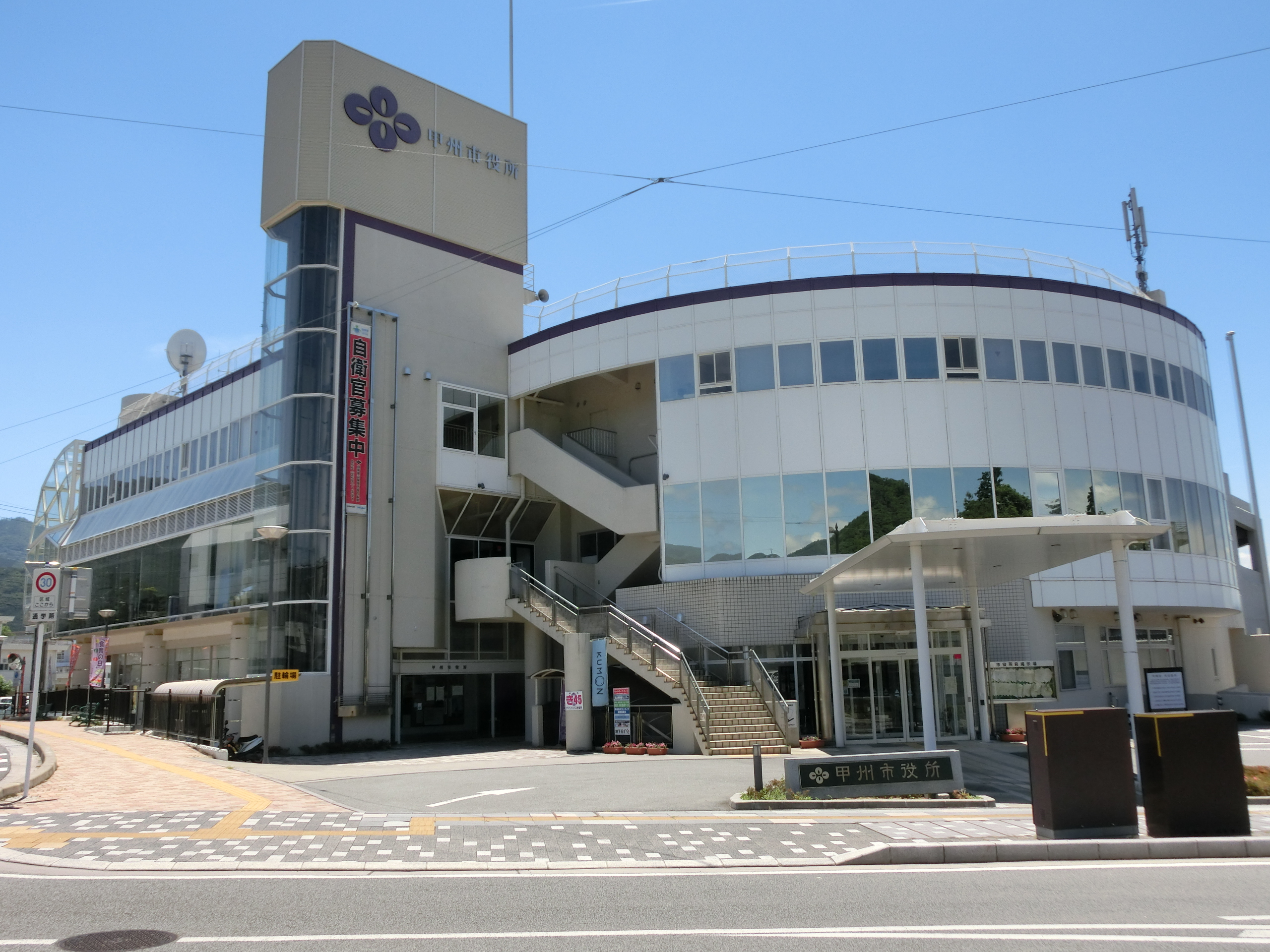
Rathaus

- Beaune, Frankreich, seit 1976
- Futtsu, Japan, seit 1977
- Ames, Vereinigte Staaten, seit 1993
- Gaochang, Volksrepublik China, seit 2000

## Verkehr
- Straße:
  - Chūō-Autobahn
  - Nationalstraße 20, nach Tōkyō oder Shiojiri
  - Nationalstraße 140,411
- Zug:
  - JR Chūō-Hauptlinie nach Tokio oder Nagoya

## Angrenzende Städte und Gemeinden
- Präfektur Yamanashi
  - Fuefuki
  - Yamanashi
  - Ōtsuki
  - Kosuge
  - Tabayama
- Präfektur Saitama
  - Chichibu